# Климент Групчев
Климент Иванов Групчев е български революционер, дебърски деец на Вътрешната македонска революционна организация.

## Биография
Роден е в град Охрид, тогава в Османската империя, днес в Северна Македония. Принадлежи към големия род Групчеви (Групче). Работи като учител в Кичевско. През Илинденско-Преображенското въстание през лятото на 1903 година е секретар на четата на Янаки Янев и член на Горското началство на Кичевско-Дебърския революционен район.
| Чета на Климент Групчев, 26 юни 1904 година | Чета на Климент Групчев, 26 юни 1904 година | Чета на Климент Групчев, 26 юни 1904 година | Чета на Климент Групчев, 26 юни 1904 година | Чета на Климент Групчев, 26 юни 1904 година |
| Номер                                       | Име                                         | Селище                                      | Околия                                      | Забележка                                   |
| ------------------------------------------- | ------------------------------------------- | ------------------------------------------- | ------------------------------------------- | ------------------------------------------- |
| 1.                                          | Климент Групчев                             | Охрид                                       | Битолска                                    |                                             |
| 2.                                          | Иван Димитров                               | Прилеп                                      | Битолска                                    | убит                                        |
| 3.                                          | Атанас Лазаров                              | Радожа                                      | Битолска                                    |                                             |

След въстанието през пролетта на следната 1904 година тръгва от България с чета за Дебърско, но четата е разбита в Щипско при село Гюгянци и Групчев се завръща обратно в Свободна България.
При избухването на Балканската война в 1912 година е доброволец в Македоно-одринското опълчение и служи в Трета отделна партизанска рота, начело с Петър Чаулев. През Междусъюзническата война е в Сборната партизанска рота. Награден е с орден „За храброст“ IV степен.